# Manuel Hermoso

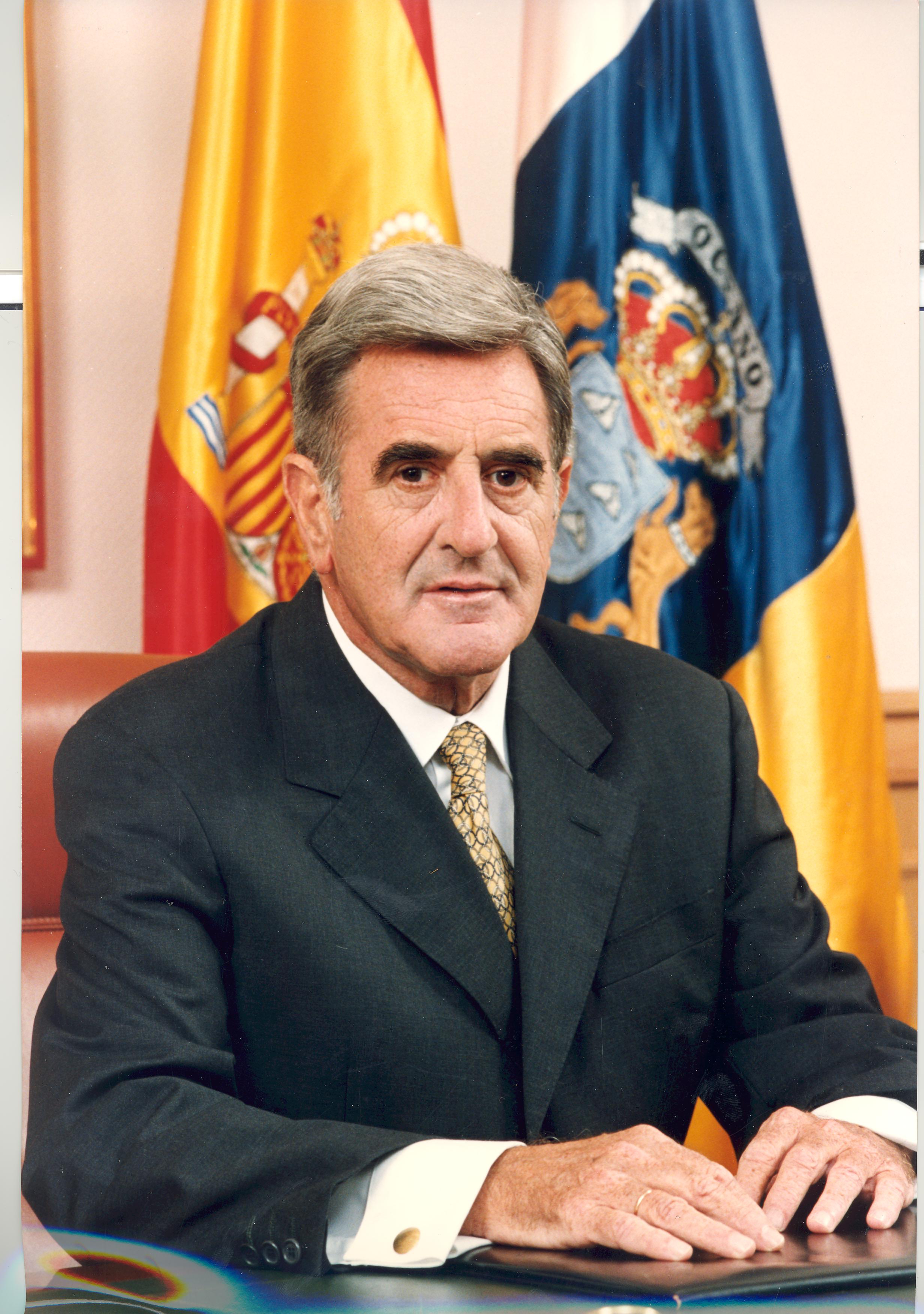
Manuel Antonio Hermoso Rojas

Manuel Antonio Hermoso Rojas (San Cristóbal de La Laguna, Tenerife, 24 de julio de 1935, Santa Cruz de Tenerife, 17 de junio de 2025) fue un político español, miembro fundador de ATI y Coalición Canaria. Fue alcalde de Santa Cruz de Tenerife entre 1979 y 1991 y el cuarto presidente del Gobierno de la comunidad autónoma de Canarias entre 1993 y 1999.

## Biografía
Nacido en San Cristóbal de La Laguna en 1935, siendo hijo de Manuel Hermoso Banderas y de Amparo Rojas Ortega. Con 18 años empieza sus estudios de Ingeniería Superior Industrial en Madrid, durante sus años universitarios en Madrid reside en el Colegio Mayor Santa María de Europa. Al terminar sus estudios como Ingeniero Superior Industrial en 1969 regresa a Canarias y dirige la empresa de muebles fundada por su padre situada en la Rambla Pulido de Santa Cruz de Tenerife. Posteriormente funda la gran empresa Prefabricados MAHER, siendo referente en el sector de la construcción en Canarias durante 4 décadas.
Contrajo matrimonio en Vigo el 12 de agosto de 1961 con la gallega nacida en Orense, doña María Asunción Varela Pozo, con la que tiene cinco hijos.
Durante la década de 1970 se convierte en delegado del INI (Instituto Nacional de Industria)
en Canarias.
Con la convocatoria de las primeras elecciones municipales democráticas, tras la muerte del General Franco, Es elegido por la Unión de Centro Democrático (UCD) como cabeza de lista. En las elecciones de 1979 es elegido el primer alcalde de Santa Cruz de Tenerife de la Democracia. Ganó las elecciones a la alcaldía de Santa Cruz de Tenerife en tres comicios y fue alcalde de Santa Cruz de Tenerife de forma continua desde 1979 hasta 1991. En 1983 deja la UCD y funda Agrupación Tinerfeña de Independientes (ATI), con la que se presenta y vuelve a ganar con mayoría absoluta en dos ocasiones más, la alcaldía de Santa Cruz de Tenerife.
Manuel Hermoso Rojas es uno de los miembros fundadores más importantes de la ATI y Coalición Canaria. 
En las elecciones generales de 1986 fue elegido Diputado al Congreso, representando a las Agrupaciones Independientes de Canarias (AIC)
En las elecciones autonómicas de 1991 es elegido Vicepresidente del Gobierno de Canarias, tras un pacto entre las ATI y el PSC-PSOE. 
En 1993 es elegido Presidente del Gobierno de Canarias mediante una moción de censura realizada contra Jerónimo Saavedra del PSOE y apoyada por Agrupación Tinerfeña Independiente, Centro Democrático y Social, Iniciativa Canaria Nacionalista, Asamblea Majorera y Centro Canario Nacionalista. 
En las elecciones autonómicas de 1995, Manuel Hermoso Rojas es reelegido presidente del Gobierno de Canarias. Ha sido el IV Presidente del Gobierno de Canarias desde 1993 hasta 1999 de forma continua.
Ganando con mayoría absoluta en todos los comicios.
Uno de sus proyectos más importantes y conocidos como alcalde de Santa Cruz de Tenerife, ha sido la creación de toda la zona nueva de Cabo Llanos donde se recuperó para la ciudad terrenos que formaban parte de la Refinería. Transformándolos en el nuevo Santa Cruz. Planificación y construcción del parque marítimo de Santa Cruz, las Torres de Santa Cruz (Los rascacielos de Canarias de mayor altura, 120 metros). El auditorio Adan Martín diseñado por Calatrava así como el recinto ferial también diseñado por Calatrava. Por esta razón en Cabo Llanos existe una avenida que lleva su nombre, La Avenida Manuel Hermoso Rojas
Después de 1999, decidió dejar la política para dedicarse de nuevo al mundo empresarial.
Manuel Hermoso Rojas ha sido uno de los políticos más carismáticos y queridos de Canarias.

## Cargos desempeñados
- Alcalde de Santa Cruz de Tenerife (1979-1991)
- Diputado por Tenerife en el Congreso de los Diputados (1986)
- Diputado por Tenerife en el Parlamento de Canarias (1991-1999)
- Vicepresidente del Gobierno de Canarias y consejero de Presidencia (1991-1993)
- Presidente del Gobierno de Canarias (1993-1999)